# Anja Hazekamp
Antje Anna Helena (Anja) Hazekamp (Ter Apelkanaal, 21 januari 1968) is een Nederlands bioloog en politica namens de Partij voor de Dieren. Sinds 1 juli 2014 is zij lid van het Europees Parlement.

## Opleiding en loopbaan
Hazekamp ging van 1980 tot 1984 naar de mavo en van 1984 tot 1986 naar de havo in Ter Apel. Van 1988 tot 1989 studeerde zij biologie en scheikunde aan de 2e graads lerarenopleiding van de Noordelijke Hogeschool Leeuwarden in Groningen en behaalde haar propedeuse. Van 1989 tot 1995 studeerde zij biologie aan de Rijksuniversiteit Groningen en behaalde zij haar doctoraal met als afstudeerrichting plantenecologie.
Tijdens haar studie was Hazekamp van 1993 tot 1995 werkzaam als begeleider van biologiestudenten van de subfase-2-cursus 'Landschapsecologie' bij het Laboratorium voor Plantenecologie van de Rijksuniversiteit Groningen en in 1994 als chemisch analist bij hetzelfde Laboratorium voor Plantenecologie.
In 1995 was Hazekamp wetenschappelijk medewerker bij De Faunabescherming en in 1996 was zij wetenschappelijk onderzoeker bij de adviesgroep Vegetatiebeheer van het Informatie- en Kenniscentrum Natuurbeheer (tegenwoordig Expertisecentrum LNV) in Wageningen.
Van 1997 tot 2000 was Hazekamp wetenschappelijk medewerker bij de afdeling Dierproefvraagstukken van het Centrum Dier en Maatschappij aan de Universiteit Utrecht en Universiteit Leiden en in 1998 wetenschappelijk medewerker bij de afdeling Ruimte en Milieu van de provincie Groningen.
Hazekamp was van 2000 tot 2005 beleidsmedewerker 'In het wild levende dieren' bij De Dierenbescherming in Den Haag en van 2005 tot 2009 beleidsmedewerker bij Zeehondencrèche Lenie 't Hart in Pieterburen. Van 2009 tot 2012 was zij coördinator beleidsbeïnvloeding en van 2012 tot 2014 senior beleidsadviseur bij Stichting AAP in Almere.

## Politieke loopbaan
In 2007 werd Hazekamp lid van de Provinciale Staten van Groningen. Ze was de derde kandidaat voor de Partij voor de Dieren bij de Europese Parlementsverkiezingen van 2009 en ook derde op de lijst bij de Tweede Kamerverkiezingen van 2010; deze plaatsen waren niet voldoende voor een directe benoeming.
Op 24 januari 2012 werd Hazekamp beëdigd als tijdelijk lid van de Tweede Kamer als vervanger van Marianne Thieme die met zwangerschapsverlof was gegaan; dit lidmaatschap eindigde op 12 mei 2012.
Bij de Europese Parlementsverkiezingen van 2014 was Hazekamp lijsttrekker voor de Partij voor de Dieren. Zij werd per 1 juli 2014 benoemd tot lid van het Europees Parlement. Ook bij de Europese Parlementsverkiezingen van 2019 was zij lijsttrekker en behield de partij haar zetel.
Bij de Europese Parlementsverkiezingen van 2024 is Hazekamp opnieuw lijsttrekker voor de Partij voor de Dieren.

#### Aangenomen moties
Op 4 oktober 2018 (dierendag) lukte het Hazekamp om een motie aangenomen te krijgen in het Europees Parlement. In 1 minuut en 12 seconden introduceerde ze bij het Europees Parlement de woorden plofkip en kiloknaller en somde de kwalen van de vleeskuikens op, pleitte voor een verbod op snelgroeiende kippenrassen en vroeg om meer ruimte, frisse lucht en daglicht voor de dieren.
Daarmee is voor het eerst in de geschiedenis op initiatief van het Europees Parlement gedebatteerd én gestemd over een kip.
Met de resolutie (aangenomen motie) vraagt het EU-parlement Brussel om het welzijn van kippen in de vleesindustrie drastisch te verbeteren. Ook wil het strengere eisen voor kip die van buiten de EU komt.
Op 14 februari 2019 is in het Europees Parlement een motie van de hand van Hazekamp aangenomen die de export van levend vee naar landen buiten de Europese Unie aan banden legt. De resolutie (aangenomen motie) gaat over het beperken van de duur van transporten van levend vee en het verminderen van transporten. Het transport van Europees vee naar landen buiten de EU moet worden verboden als er geen garantie is dat de dieren daar fatsoenlijk worden behandeld. De resolutie die daartoe oproept is met een grote meerderheid (411 tegen 43) aangenomen. De Europese CDA-fractie vond een verbod absurd en onthield zich van stemming.
Op 18 december 2019 nam het Europaparlement een bezwaarmotie aan tegen de voorgenomen verlenging van de goedkeuring van het fungicide mancozeb.

#### Onderzoek misstanden bij diertransporten
Op 23 september 2020 is Hazekamp benoemd tot tweede ondervoorzitter van een commissie die misstanden bij diertransporten onderzoekt. Deze enquêtecommissie van het Europees Parlement gaat een jaar lang onderzoek doen naar de misstanden bij diertransporten en doet ook aanbevelingen om deze te stoppen. Het parlementslid reisde diverse malen door Europa om diertransporten te controleren. Ze trachtte in de zomer van 2019 een massatransport van 70.000 schapen van Roemenië naar het Midden-Oosten te voorkomen.
Malik Azmani (VVD) · 
Jeannette Baljeu (VVD) · 
Tom Berendsen (CDA) ·
Brigitte van den Berg (D66) ·
Rachel Blom (PVV) · 
Anouk van Brug (VVD) · 
Mohammed Chahim (PvdA) · 
Ton Diepeveen (PVV) · 
Marieke Ehlers (PVV) · 
Bas Eickhout (GL) ·
Raquel García Hermida-van der Walle (D66) ·
Gerben-Jan Gerbrandy (D66) ·
Dirk Gotink (NSC) ·
Bart Groothuis (VVD) ·  
Anja Hazekamp (PvdD) · 
Sebastian Kruis (PVV) · 
Ingeborg ter Laak (CDA) ·
Reinier van Lanschot (Volt) ·
Jessika van Leeuwen (BBB) · 
Jeroen Lenaers (CDA) ·
Marit Maij (PvdA) · 
Thijs Reuten (PvdA) · 
Bert-Jan Ruissen (SGP) · 
Sander Smit (BBB) · 
Kim van Sparrentak (GL) ·
Sebastiaan Stöteler (PVV) · 
Tineke Strik (GL) ·
Anna Strolenberg (Volt) ·
Catarina Vieira (GL) ·
Lara Wolters (PvdA) · 
Auke Zijlstra (PVV)
de delegatieleiders staan vet weergegeven
- Parlement.com: viewigaa2huu